# Union Yacoub El Mansour
O Union Yacoub El Mansour é um clube de futebol com sede em Rabat, Marrocos. 

## História
A equipe compete no Campeonato Marroquino de Futebol.